# Z-Wert (Ski)

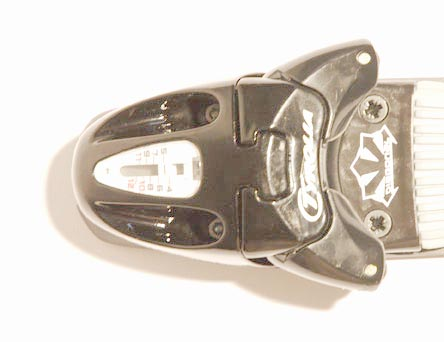
Z-Wert Skala am Vorderbacken der Skibindung

Der Z-Wert, Din-Wert laut ISO-Norm 11088, ist der Auslösewert für Skibindungen. Er wird auf den Skalen der Bindung (Vorder- und Hinterbacken) angezeigt und kann aufgrund der Eigenschaften der Skischuhe vom ermittelten Z-Wert abweichen.
Die Sicherheitsauslösung der Bindung soll erfolgen, wenn das auf den Schienbeinknochen wirkende Drehmoment einen bestimmten Grenzwert überschreitet. Krafteinwirkungen auf Bänder oder Muskeln werden nicht berücksichtigt. Der Z-Wert ist eine mit dem genannten Drehmomentgrenzwert monoton steigend zusammenhängende Größe ohne physikalische Maßeinheit.
Zur Ermittlung des Z-Werts gibt es zwei amtlich anerkannte Methoden.
1. Tibiamethode: dabei wird die Breite des Kopfs (lat. Caput tibiae) des Schienbeinknochens (lat. Tibia) gemessen und der Wert anhand der Einbeziehung der Breite des Tibiakopfes, dem Geschlecht, Alter, Fahrertyp und der Schuhsohlenlänge ermittelt.
2. Gewichtsmethode: Tabellenwerte werden statistisch aus Körpergröße, Körpergewicht, Alter, Geschlecht, Skifahrstil und Skischuh-Sohlenlänge ermittelt.

Für beide Methoden dient das statistische Mittelmaß des eurasischen Körperbau-Typus als Grundlage. Das Alter spielt in Bezug auf die Knochendichte eine Rolle, ebenso das Geschlecht – Frauen haben einen zarteren Knochenbau als Männer.
Skiservice-Betriebe müssen seit 2007 über genormte Bindungsprüf- und Einstellgeräte verfügen. Diese ermitteln das Drehmoment, welches auf den Schienbeinknochen wirkt, und berücksichtigen neben den Biodaten des Skifahrers auch den Zustand des Schuhs. Der Fachbetrieb ist nach Einstellung der Sicherheitsbindung verpflichtet, dem Kunden einen Beleg auszuhändigen. Darauf müssen Name, Datum, Ort, Einstellparameter, Auslösewerte und der tatsächlich eingestellte Wert auf der Bindungsskala notiert sein.